# 里約熱內盧州
里約熱內盧州（葡萄牙語：Rio de Janeiro，ˈhiw dʒi ʒʌˈnejɾu） 是巴西的一個州。 里約熱內盧州面積43,696.1km²。該州首府是1763年由葡萄牙人建立的里約熱內盧，該市也是州內最大的城市。
里约热内卢（意为一月之河）是巴西27之一州，位于巴西东南部的东边，北与米纳斯吉拉斯州，东北与圣埃斯皮里图州，西南与圣保罗州交界，东部及南部依大西洋环绕，首都是同名的里约热内卢。在里约州出生的人叫做fluminense，由拉丁文flumen-“河” 而来。

## 名称来源
里约热内卢州的原始名称是fluminense，来自拉丁语 flumen, fluminis，意思是“河流”。carioca（来自旧图皮）是一个较旧的词，于 1502 年首次得到证实，而fluminense于 1783 年获得批准，也就是该城市成为巴西殖民地首府二十年后，作为里约热内卢皇家总督府的官方名称和随后是里约热内卢省。从 1783 年到帝国统治时期，carioca一直是一个非官方术语，其他巴西人使用它来指代该市和该省的居民。在巴西共和国成立的最初几年，carioca后来成为居住在城市贫民窟的人的名字，或者用来指代联邦区官僚精英的贬义词。直到1960 年该市失去其作为联邦区（对巴西利亚）的地位并成为瓜纳巴拉州时， carioca才与guanabarino一起成为官方名称。1975年，瓜纳巴拉州并入里约热内卢州，成为现在的里约热内卢市。Carioca成为这座城市的代名词，而fluminense继续用于巴西。

## 人口
根据巴西国家地理与统计局 2022年的数据，里约热内卢州共有居民 16,055,174人。人口密度为每平方公里 367人（每平方英里950人）。
城市化率：96.9%（2004年）；人口增长率：1.3%（1991-2000年）。
最近一次全国住户调查（PNAD）普查显示了以下数字： 白人 6,739,901人（42.0%），帕尔多人（混血儿）6,682,740人（41.6%），黑人2,594,253人（16.2%），亚裔21,837人（0.1%），美洲印第安人15,904人（0.1%）。

## 外部連結
- （葡萄牙文）（英文） 里約熱內盧州政府網站

22°02′S 42°42′W / 22.03°S 42.7°W